# Mensa
A Mensa a világ legnagyobb és legrégebbi, magas intelligenciájú embereket tömörítő társasága. Nonprofit szervezet, amely olyan emberek számára nyitott, akik nemzetközileg elfogadott, standardizált és pszichológus által felügyelt intelligenciateszteken a felső 2%-ba tartozó eredményt érnek el, ami a ma általánosan használt normális eloszlású, 15-ös szórású intelligenciatesztek esetében minimum a 131-es IQ-érték elérését jelenti.
A Mensa hivatalosan a helyi országos csoportokból és a Mensa International ernyőszervezetből áll, amelynek bejegyzett nemzetközi székhelye Caythorpe-ban, az Egyesült Királyságban található.

## Mensa HungarIQa
A Mensa magyar szervezete a Mensa HungarIQa Egyesület. Az egyesületnek jelenleg 5500 tagja van. Rendszeresen megjelenő folyóirata az AsztalLap. Havonta többször szervez IQ-teszt-írásokat Budapesten, és bizonyos időközönként más városokban is. A tesztet egy ember legfeljebb háromszor írhatja meg, ezek között legalább egy-egy évnek kell eltelnie. A felvételi teszt alsó korhatára 18 év. A Mensa HungarIQa elnöke 2021 óta dr. Kovács Katalin.
A mensásoknak rendszeres összejöveteleik vannak néhány nagyvárosban, továbbá számos rendezvényt tartanak. A különféle (társas)játékok nagy szerepet töltenek be ezeken az eseményeken. Általában jellemző a tagságra a játékszeretet, a humorérzék, a nyitottság és a fiatalos lendület. Évente megrendezett program a Mensa-tábor, ahol több száz tag, továbbá illusztris vendégek vesznek részt. 
Az egyesület vezetését az elnökség látja el, amelyet a tagok kétévente választanak. Az egyesületet érintő kérdések fontos döntési helszíne a közgyűlés. A mensások heti rendszerességgel egy budapesti étteremben találkoznak egymással, emellett a mindennapi élet internetes levelezőlistákon és közösségi oldalakon is zajlik. A tagok úgynevezett SIG-eket (Special Interest Groups), azaz „szakköröket” hozhatnak létre, hogy így működjenek együtt őket érdeklő dolgokban. Ezek lehetnek kulturális, sport- vagy egyéb rendezvények (például akár csokoládékóstolók is). A magyarországi Mensa szervezet a budapesti csoporton kívül képviseli magát több városban is. Helyi csoportjai az ArrabonIQa (Győr), BorsodIQ (Miskolc), CivIQs (Debrecen), EHCS (Eger), IQva (Sopron), KecMeC (Kecskemét), KeMenSa (Komárom-Esztergom vármegye), PéCs (Pécs), SzeM (Szeged), SzHCs (Székesfehérvár), VHCS (Veszprém).

### A Mensa HungarIQa története
A magyar Mensa megalapítását Jola Sigmond, a svéd Mensa elnöke kezdeményezte, aki Magyarországon született Zsigmond Gyula néven. Az ő öccse lett a Mensa HungarIQa alapító elnöke. A Mensa HungarIQa szervezeti felépítése az alakulás óta számos változáson ment át, ahogy a feladatkörök is egyre bővültek, és a tagság számára nyújtott lehetőségek mellett folyamatosan megjelentek a közhasznú célok is.
Magyar Mensa-elnökök:
1. Zsigmond Csaba 1993–1994
2. Békés András 1994–1995, 2004–2005
3. Mogyorósi Péter 1995–1997
4. Balanyi Bibiána 1997–2003, 2006–2008
5. Szalma Tibor 2008–2011
6. Nagy Lantos Balázs 2012–2015
7. Bogdán Richárd 2016–2019
8. Chrobacsinszky Eszter 2020–2021
9. Kovács Katalin 2021–

## Mensa a világban

A kékkel jelölt országok, amelyekben van nemzeti önálló Mensa csoport

A teljes társadalomra jellemző normalizált eloszlású IQ-görbe 100-as átlaggal és 15-ös szórással, ezen a görbén keresi a felső 2%-ot a Mensa

Az ausztrál Roland Berrill és Lancelot Ware, brit tudós és ügyvéd alapította a Mensát 1946-ban az oxfordi Lincoln College-ban, azzal a szándékkal, hogy egy olyan társaságot hozzanak létre a legintelligensebbek számára, amelynek egyetlen követelménye a magas, felső 2%-ra jellemző IQ, tekintet nélkül korukra, nemükre, származásukra vagy társadalmi helyzetükre. A nemzetközi Mensa az egész világra kiterjedő szervezet, amelynek mintegy negyvenöt országában létezik helyi szervezete, és még további harmincban élnek Mensa-tagok.
A Mensa deklaráltan nem kötelezi el magát egyetlen ideológia, filozófia, politika vagy vallás mellett sem, és semmilyen közös véleményt nem erőltet a tagjaira. A Mensa általános világszintű célkitűzése, hogy igyekszik tudatosítani és népszerűsíteni az intelligenciát mint értéket, hozzájárulni ahhoz, hogy az emberi intelligenciát az emberiség javára fordítsuk. Támogatja az intelligencia természetére, jellemzőire és használatára irányuló kutatásokat, nem utolsósorban pedig ösztönző közeget biztosít a tagjainak. 

## A Mensa név eredete
Eredetileg The High IQ Club nevet szemelték ki, és azt gondolták, hogy Mens (latinul elme) legyen a klub havilapjának címe. Aztán kiderült, hogy már létezik ezzel a címmel egy férfiaknak szóló magazin, ezért ezt elvetették. Berrill hozta meg a végső döntést, és adta a Mensa nevet a klubnak. Három okot talált, amiért ez jó név. Először, mert a mensa (latinul asztal) az első szavak között van, amit latinul megtanul az ember. Másodszor, mert a társaságnak egyenlő tagok kerekasztal-társaságának kell lennie. Harmadrészt pedig mert a név utal a latin mondásra, miszerint mens sana in corpore sano, azaz ép testben ép lélek.